# 褐斑凤蝶
褐斑凤蝶（學名：Papilio (Chilasa）是原產於印度次大陸的一種鳳蝶，分佈於巴基斯坦、緬甸、印度阿薩姆邦、尼泊爾、不丹、泰國、寮國、越南、中國中南部與馬來半島等地，屬於鳳蝶屬下的斑鳳蝶亞屬。數量不是很多，但也不被認為瀕臨絕種，只有在馬來半島被認為族群較為脆弱。

## 描述

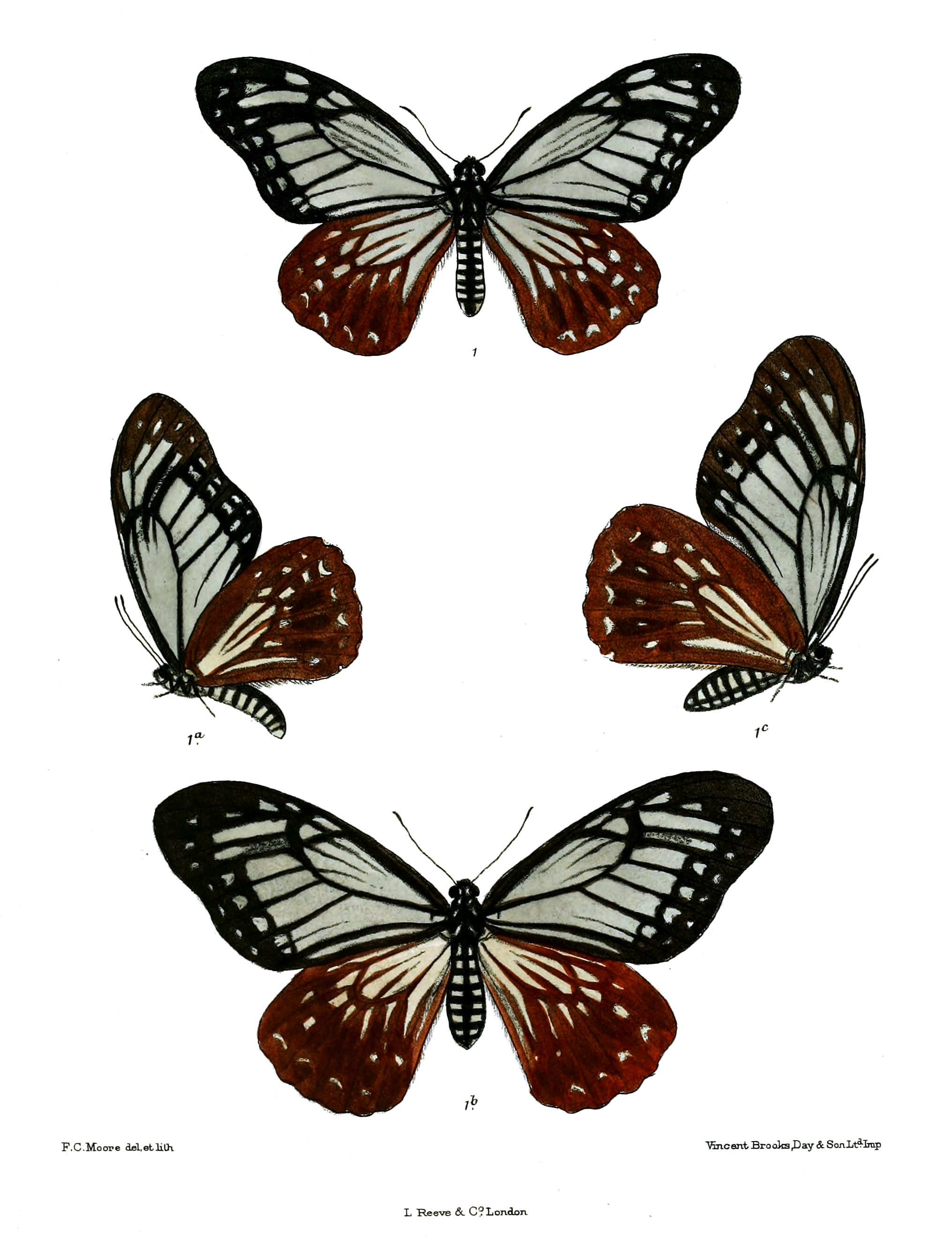
Papilio agestor 阿薩姆邦，1880年

翅背面：前翅為黑色，具藍灰色斑紋如下：前緣有一道極細長線，翅室基部有一道寬紋但未延至末端；翅端黑色區域有兩個斑點；翅室1a有一道長斑；翅室1有兩道寬而長的斑紋，中間以一條細且模糊的黑線分隔；翅室2、3、4與6有寬的長方形斑；翅室5有一條較窄且向內模糊的斑紋；翅室8、9、10有長形斑點。翅室1至4的斑紋在末端附近被底色橫切；最後，次端部位有一排完整的小白斑。
後翅呈濃栗紅色，翅室中有一條三岔狀藍灰色紋，翅室2至6基部有長形藍灰色斑點；翅室1由基部延出一條窄斑；翅室5、6、7後盤部位有斑點；次端部也有一列模糊藍灰色小點；翅脈比底色更明顯偏淡。
翅腹面：前翅類似背面，但翅端區域底色為暗褐而非黑色。後翅也與背面相似，但中央區域底色為較深的栗色；後盤部位斑點從翅室1至7略為完整；次端部斑點呈新月形。觸角、頭部、胸部與腹部皆為黑色，頭部與胸部有藍灰色斑點，腹部則具側面橫帶。
govindra（Moore）亞種，外觀與原型極為相似，但可藉由後翅背面完整的藍灰色後盤斑列來辨識。此亞種雌雄體型通常較原型agestor略小，後翅背面前方翅室的底色中央有一道寬而深的暗褐色，近乎黑色。雌蝶後翅底色常比原型雌蝶更明亮的栗色（幾近赭黃色），此為描述者所見樣本中最鮮明者。

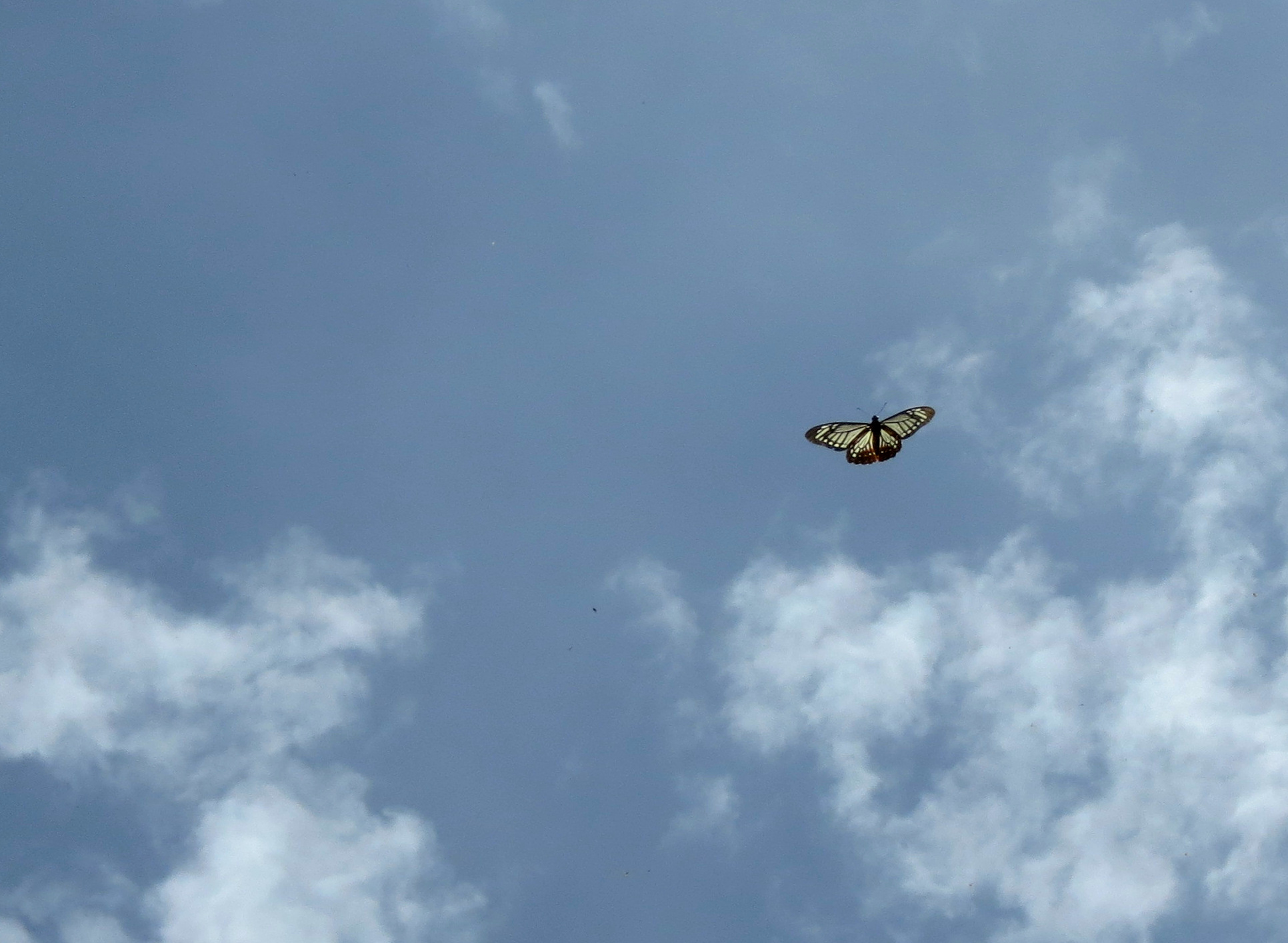
展翅飛行中

## 分布
本種蝴蝶分布於巴基斯坦，從西部喀什米爾至錫金，橫跨阿薩姆邦至緬甸（包含尼泊爾、不丹與孟加拉）、泰國、越南、寮國、柬埔寨、中國中南部與馬來半島。

## 現況
本種並不常見，但在大部分分布區內未被認為受威脅。分布極為局部，在馬來半島被列為易危物種。

## 棲地
多見於丘陵地帶林間，飛行高度通常約為喜馬拉雅山與阿薩姆地區的 17,007 英呎。

## 擬態
此蝶可能擬態大絹斑蝶（Parantica sita）。

## 習性
斑鳳蝶於陽光下在櫟屬（Quercus）林間空地及林緣緩慢飛行，飛行高度通常為地面上方 17,010 英呎。其常於特定區域巡航，並對經過的蝴蝶或昆蟲長時間展現攻擊行為，不訪花。

## 生活史
一年一代，於喜馬偕爾邦通常在三月出現。
「雌蝶於四月底將卵產於樟科植物 Machilus odorattisimus 的嫩葉上。初齡幼蟲呈紅色，隨後轉為黑白相間，並停留於葉面上，外型酷似鳥糞，具有保護色。」
成蟲期幼蟲：褐色，具兩列背側及兩列側面的肉質尖突，每個突基部帶紅點；前、中、後側面有黯淡的赭黃色塊，後兩塊相接於背部；其餘體部則布滿黑與紅色斑點。
蛹體為暗褐色，具赭黃色線條，表面粗糙，尾端截斷形。（依據 Mackinnon 與 de Niceville 的圖版說明。）

## 亞種
- Papilio agestor agestor Gray, 1831
- Papilio agestor govindra Moore, 1864
- Papilio agestor matsumurae Fruhstorfer
- Papilio agestor restricta Leech, 1893
- Papilio agestor shirozui (Igarashi, 1979)
- Papilio agestor teruyonae (Shinkai, 1996)